# L'Éclair (Ward)
Pour les articles homonymes, voir L'Éclair.
L'Éclair est une peinture à l'huile sur toile représentant un cheval pie fauve et blanc vu de profil sous un orage, créée par le peintre britannique James Ward vers 1800. 
Elle est conservée à la Galerie Ary Jan à Paris.

## Réalisation et attribution
Cette peinture est créée vers 1800. James Ward est l'un des premiers peintres à avoir su mettre en valeur les émotions du cheval et à lui donner une « âme », à la suite d'autres peintres anglais qui ont su représenter les « passions » du cheval, notamment George Stubbs. Au début des années 1800, le cheval devient le personnage central de la représentation dramatique dans plusieurs œuvres anglaises, son action pouvant susciter plus d'émotions encore que dans des représentations d'êtres humains. Ward est l'un des spécialistes de l'étrangeté dramatique, capable de mettre en valeur une connexion entre l'animal et les éléments autour de lui. 
Cette œuvre illustre le paradoxe et la tension entre le caractère craintif du cheval et sa puissance ; elle s'inscrit dans la thématique plus large de la représentation des émotions du cheval sous l'orage en peinture, qui a inspiré de nombreux autres peintres tout au long du XIXe siècle.
Ward réalise plusieurs œuvres qui reprennent le cheval et la foudre.

## Description
Le cheval est peint seul immobilisé à la vue d'un éclair. Sa couleur de robe pie mêle le fauve à un blanc intense qui rappelle la couleur de l'orage en arrière-plan. La forme de l'éclair est aussi rappelée par la position anguleuse des jambes du cheval.
Le tableau mesure 71 × 105 cm ; il s'agit d'une peinture à l'huile sur toile.

## Parcours du tableau
Cette œuvre est conservée à la galerie Ary Jan, à Paris.
Le tableau est présenté dans l'exposition « Cheval en majesté » du château de Versailles en 2024,.